# Trireme
Trireme är ett konfliktspel om sjöslag under antiken från 1973, utgivet av Battleline 1978 och Avalon Hill 1980. 
Namnet Trireme kommer från den antika fartygstypen trirem. Det finns två uppsättningar regler med olika komplexitet i spelet: "Fleet game", som är den enklare varianten, och "Ship game", som är mer avancerad. Komponenterna (spelplan och brickor) är samma för de båda varianterna. Enligt tillverkaren kan de båda regelsystemen betraktas som olika spel. Spelet innehåller tio olika historiska scenarier, exempelvis det berömda slaget vid Salamis.